# Саарела, Ану-Майя
Ану-Майя Саарела (фин. Anu-Maija Saarela; род. 29 декабря 1958, Мултиа, Вааса) — финский дипломат, чрезвычайный и полномочный посол Финляндии в Израиле (2016—2019); ранее — посол Финляндии на Кипре (2012—2016).

## Биография
Родилась 29 декабря 1958 года в Мултиа, в Финляндии.
В 1981 году получила степень бакалавра наук в области экономики и делового администрирования в Школе экономики Вааса, а в 1986 году получила степень магистра права (LL.m.) в Хельсинкском университете.
В 1987 году поступила на служду в Министерство иностранных дел Финляндии, где начала свою деятельность в департаменте внешнеэкономических и политических вопросов, а в 1988 году направлена на работу в посольство Финляндии в Германской Демократической Республике (Берлин).
В 1989 году переведена в посольство Финляндии в Нигерии (Лагос), а с 1991 года трудилась в посольстве Финляндии в США (Вашингтон).
С 1996 года трудилась в департаменте по политическим и административным вопросам МИДа Финляндии, а в 2001 году направлена на работу в посольство Финляндии в Швеции (Стокгольм).
С 2004 года была советником-посланником и заместителем главы миссии в посольстве Финляндии в Японии (Токио).
В 2008 году назначена в департамент по сотрудничеству в целях развития, а с 2009 года возглавила в качестве директора отдел международного публичного права и юридических услуг МИДа Финляндии.
В 2012 году назначена чрезвычайным и полномочным послом Финляндии на Кипре.
В 2016 году назначена чрезвычайным и полномочным послом Финляндии в Израиле и 7 ноября 2016 года вручила свои верительные грамоты.
Замужем. Имеет двоих детей.